# Wazon wegetacyjny

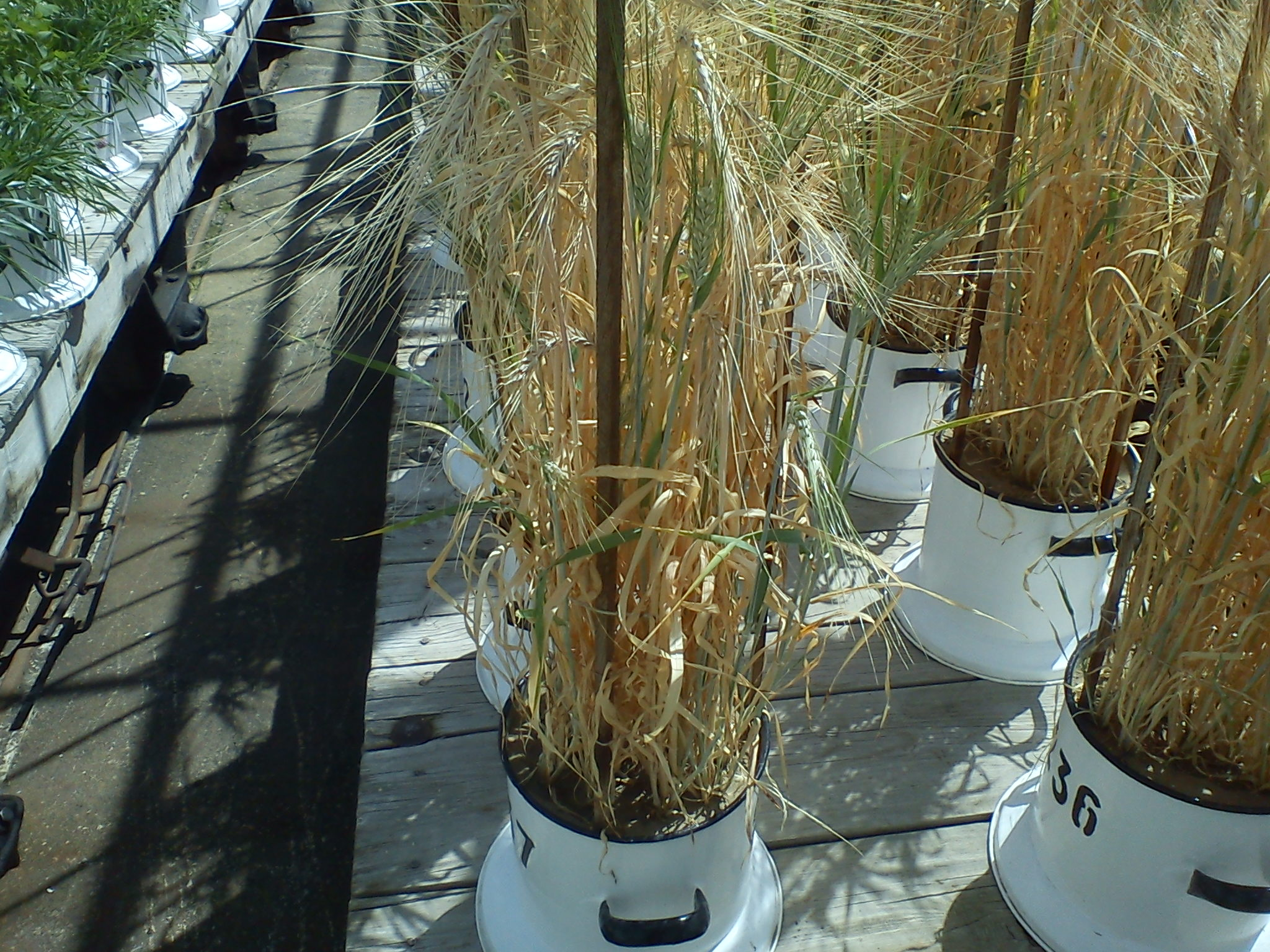
Jeczmień w wazonie Mitscherlicha

Wazon wegetacyjny (Wazon Mitscherlicha) – wazon wykorzystywany w doświadczeniach wegetacyjnych. Nazwany od imienia niemieckiego naukowca Eilharda Alfreda Mitscherlicha, który wykorzystał wazony do badań nad określeniem zasobności gleby. Jego metoda badania zasobności gleby szybko się rozpowszechniła i dlatego wazony używane w badaniach wegetacyjnych często nazywa się wazonami Mitscherlicha.
Stosowane w doświadczeniach wegetacyjnych wazony Mitscherlicha służą do oceny zawartości składników pokarmowych w glebie i roślinach oraz ich przemian, skuteczności nawozów i nawożenia oraz skutków wynikających z nawożenia. Powoduje to, że są stosowane w badaniach z zakresu chemii rolnej, ekologii, gleboznawstwa, uprawy roli oraz hodowli roślin i fizjologii roślin.
Wazony wegetacyjne mają przeważnie 20 cm wysokości i 20 cm średnicy, co pozwala umieścić 7-8 kg gleby.